# Gattendorf (Oberfranken)
Gattendorf ist eine Gemeinde im oberfränkischen Landkreis Hof.

## Geographie

### Lage
Die Gemeinde im Bayerischen Vogtland liegt etwa zwölf Kilometer östlich der Kreisstadt Hof an der Autobahn A 93 (Anschlussstelle 3 – Regnitzlosau). Neugattendorf ist der größte Gemeindeteil, im Osten liegt Kirchgattendorf und im Süden Schloßgattendorf.

### Gemeindegliederung
Die Gemeinde hat 13 Gemeindeteile (in Klammern ist der Siedlungstyp angegeben):
- Döberlitz (Dorf)
- Gumpertsreuth (Dorf)
- Hintereggeten (Einöde)
- Kirchgattendorf (Pfarrdorf)
- Neuenreuth (Weiler)
- Neugattendorf (Dorf)
- Oberhartmannsreuth (Dorf)
- Oberhöll (Weiler)
- Quellitzhof (Einöde)
- Quellitzmühle (Einöde)
- Schloßgattendorf (Dorf)
- Unterhöll (Weiler)
- Vordereggeten (Weiler)

Außerdem gibt es die Wohnplätze Im Wald, Knollenhaus und Waldfrieden.
Es gibt auf dem Gemeindegebiet die Gemarkungen Gattendorf, Haidt (Gemarkungsteil 0) und Leimitz (Gemarkungsteil 0). Die Gemarkung Gattendorf hat eine Fläche von 8,022 km² und ist in 1141 Flurstücke aufgeteilt, die eine durchschnittliche Fläche von 7031 m² haben. In ihr liegen die Gemeindeteile Hintereggeten, Kirchgattendorf, Neugattendorf, Quellitzhof, Quellitzmühle, Schloßgattendorf, Unterhöll (zum Teil) und Vordereggeten.

## Geschichte
1234 wurde eine Siedlung „Gatendorf“ erwähnt. Erst 1499 kam es erstmals zur Unterscheidung zwischen „Niedergattendorf“ und „Obergattendorf“. Niedergattendorf wurde später auch Schloßgattendorf genannt, und Obergattendorf Kirchgattendorf. Neugattendorf wurde 1800 erstmals schriftlich erwähnt. Das Bestimmungswort des Ortsnamens ist der Personenname Gat(t)to.
Das Rittergut Gattendorf war lange Zeit im Besitz der Familie von Sparneck. Das heutige Gemeindewappen erinnert an eine weitere Familie, die Moschler von Gattendorf. Nach der Zerstörung des Rittersitzes Gattendorf 1523 verlor das Geschlecht auch seinen dortigen Einfluss.
Im 17. Jahrhundert befand sich das Gut Gattendorf mit Hartmannsreuth im Besitz der Herrn von Streitberg.
Das Rittergut Gattendorf gehörte am Ende des 18. Jahrhunderts den Freiherren von Reitzenstein, einem vogtländischem Adel (siehe auch Liste fränkischer Rittergeschlechter).
Von 1797 bis 1810 unterstand Gattendorf dem Justiz- und Kammeramt Hof. Nachdem im Jahr 1810 das Königreich Bayern das Fürstentum Bayreuth gekauft hatte, wurde der Ort bayerisch. Infolge des Ersten Gemeindeedikts wurde 1812 der Steuerdistrikt Gattendorf gebildet. Zu diesem gehörten Döberlitz, Hintereggeten, Kirchgattendorf, Leimitz, Neugattendorf, Quellitzhof, Quellitzmühle, Schloßgattendorf, Trogenau, Vierschau, Vordereggeten und Weinzlitz. Zugleich entstand die Ruralgemeinde Gattendorf mit den Orten Hintereggeten, Kirchgattendorf, Neugattendorf, Quellitzhof, Quellitzmühle, Schloßgattendorf und Vordereggeten. Sie war in Verwaltung und Gerichtsbarkeit dem Landgericht Hof zugeordnet und in der Finanzverwaltung dem Rentamt Hof (1919 in Finanzamt Hof umbenannt). In der freiwilligen Gerichtsbarkeit unterstand die Gemeinde bis 1848 dem Patrimonialgericht Gattendorf. Ab 1862 gehörte Gattendorf zum Bezirksamt Hof (1939 in Landkreis Hof umbenannt). Die Gerichtsbarkeit blieb beim Landgericht Hof (1879 in Amtsgericht Hof umgewandelt). 1964 hatte die Gemeinde eine Fläche von 8,020 km².
Im Zuge der Gebietsreform in Bayern wurde am 1. Januar 1977 der Ort Döberlitz der aufgelösten Gemeinde Leimitz mit damals etwas mehr als 50 Einwohnern eingegliedert. Am 1. Mai 1978 kamen von der aufgelösten Gemeinde Haidt die Orte Gumpertsreuth, Neuenreuth, Oberhartmannsreuth, Oberhöll und Unterhöll hinzu.

### Einwohnerentwicklung
Im Zeitraum 1988 bis 2018 sank die Einwohnerzahl von 1032 auf 942 um 90 bzw. um 9,6 %. Am 31. Dezember 2004 hatte die Gemeinde 1205 Einwohner.
| Jahr      | 1819   | 1840   | 1852   | 1861   | 1867   | 1871   | 1875   | 1880   | 1885   | 1890   | 1895   | 1900   | 1905   | 1910   | 1919   | 1925   | 1933   | 1939   | 1946   | 1950   | 1961   | 1970   | 1987   | 2004 | 2010   | 2015   | 2022   |
| Einwohner | 450    | 609    | 638    | 672    | 724    | 727    | 699    | 676    | 675    | 711    | 666    | 666    | 708    | 736    | 681    | 706    | 692    | 699    | 805    | 828    | 739    | 747    | 949    | 1205 | 119    | 1021   | 1059   |
| Häuser    |        |        |        |        |        | 90     |        |        | 98     | 98     |        | 98     |        |        |        | 93     |        |        |        | 109    | 136    |        | 261    |      |        | 346    | 360    |
| Quelle    | [ 11 ] | [ 15 ] | [ 15 ] | [ 16 ] | [ 17 ] | [ 18 ] | [ 19 ] | [ 20 ] | [ 21 ] | [ 22 ] | [ 15 ] | [ 23 ] | [ 15 ] | [ 24 ] | [ 15 ] | [ 25 ] | [ 15 ] | [ 15 ] | [ 15 ] | [ 26 ] | [ 12 ] | [ 27 ] | [ 28 ] |      | [ 29 ] | [ 29 ] | [ 30 ] |

## Politik
Die Gemeinde ist Mitglied der Verwaltungsgemeinschaft Feilitzsch. 
- CSU: 8
- SPD: 4

### Bürgermeister
Erster Bürgermeister ist seit 2008 Stefan Müller (CSU). Bei der Bürgermeisterwahl 2020 wurde Stefan Müller mit 95,73 Prozent der Stimmen im Amt bestätigt. Vorgänger war Siegfried Schörner (SPD/Unabhängige Wähler).

### Gemeinderat
Die letzten Kommunalwahlen führten zu den folgenden Sitzverteilungen im Gemeinderat:
|        | 2002 | 2008 | 2014 | 2020 |
| ------ | ---- | ---- | ---- | ---- |
| CSU    | 6    | 7    | 8    | 8    |
| SPD    | 6    | 5    | 4    | 4    |
| Gesamt | 12   | 12   | 12   | 12   |

Der Gemeinderat hat 12 Mitglieder. Weiteres Mitglied und Vorsitzender des Gemeinderates ist der Bürgermeister. Bei der Kommunalwahl vom 15. März 2020 haben von den 858 stimmberechtigten Einwohnern in der Gemeinde Gattendorf 612 von ihrem Wahlrecht Gebrauch gemacht, womit die Wahlbeteiligung bei 71,33 % lag. Erster Bürgermeister ist  Stefan Müller.

### Wappen und Flagge
Wappen
| Wappen von Gattendorf (Oberfranken) | Blasonierung: „Über silbernem Schildfuß, darin ein roter Balken, gespalten von Schwarz und Rot, aufgelegt ein flugbereiter, golden gekrönter silberner Schwan mit goldenem Schnabel und goldenen Füßen.“ |
| Wappen von Gattendorf (Oberfranken) | |

Flagge
Die Gemeindeflagge ist weiß-rot-gelb.

## Kultur und Sehenswürdigkeiten

### Baudenkmäler

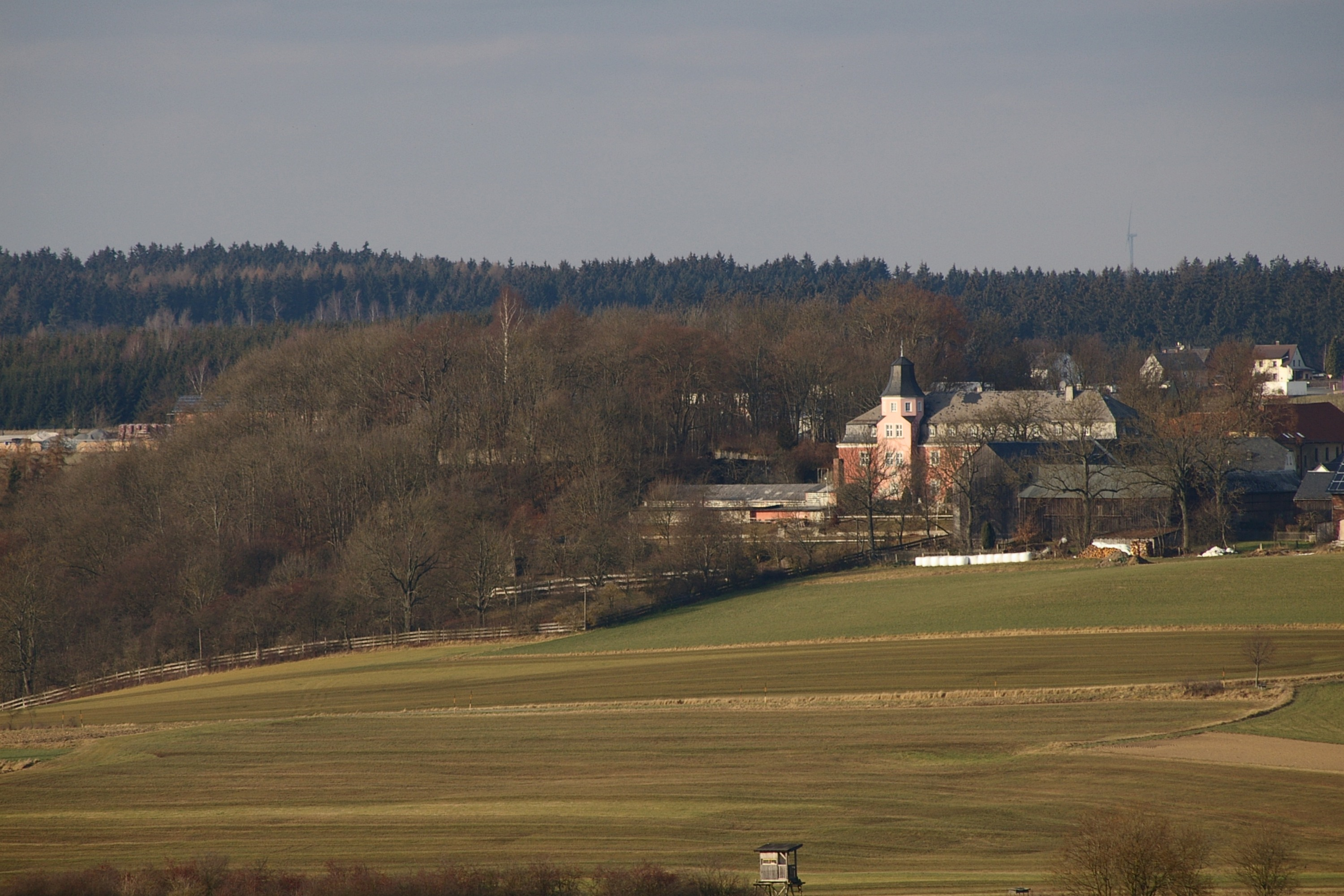
Schloss Gattendorf von Süden

- Pfarrkirche Gattendorf

## Wirtschaft und Infrastruktur
Es gab 2020 nach der amtlichen Statistik im produzierenden Gewerbe 214 und im Bereich Handel und Verkehr 50 sozialversicherungspflichtig Beschäftigte am Arbeitsort. In sonstigen Wirtschaftsbereichen waren am Arbeitsort sechs Personen sozialversicherungspflichtig beschäftigt. Sozialversicherungspflichtig Beschäftigte am Wohnort gab es insgesamt 457. Im verarbeitenden Gewerbe gab es zwei Betriebe, im Bauhauptgewerbe ebenfalls einen Betrieb. Zudem bestanden im Jahr 2016 23 landwirtschaftliche Betriebe mit einer landwirtschaftlich genutzten Fläche von 1231 Hektar, davon waren 876 Hektar Ackerfläche und 354 Hektar Dauergrünfläche. 
Im Gemeindeteil Neugattendorf gibt es ein Gewerbegebiet mit 6 Firmen, zudem gibt es gemeinsam mit der Stadt Hof einen Gewerbepark nahe dem Gemeindeteil Gumpertsreuth.

### Verkehr
Die Staatsstraße 2192 führt über Jägersruh nach Hof (5,5 km westlich) bzw. zur Anschlussstelle 3 der Bundesautobahn 93 (2 km südöstlich). Die Staatsstraße 2452 führt nach Gumpertsreuth (3 km nordwestlich). Die Kreisstraße HO 16/K 7855 führt die A 93 überbrückend über Gassenreuth nach Bobenneukirchen (8 km nordöstlich). Eine Gemeindeverbindungsstraße führt nach Döberlitz (1,5 km südwestlich).

### Energie
2012 wurde durch die REWAG eine Windkraftanlage des Typs Vestas V112-3MW mit 140 m Nabenhöhe errichtet. Das jährliche Regelarbeitsvermögen beträgt 7,7 Mio. kWh. Die Anlage befindet sich in direkter Nähe eines aus 5 weiteren Anlagen der 2-MW-Klasse bestehenden Windparks. In den letzten Jahren wurden bei den Ortsteilen Gumpertsreuth und Oberhartmannsreuth 3 Photovoltaikparks (mit einer Gesamtfläche von ca. 18 ha) errichtet.

### Bildung
Es gab 1999 folgende Einrichtungen:
- einen Kindergarten mit 50 Plätzen und 50 Kindern

### Freiwillige Feuerwehr
Die FF Gattendorf hat ca. 35 aktive Mitglieder und verfügt über ein Mehrzweckfahrzeug vom Typ Opel Movano sowie ein Löschgruppenfahrzeug LF 20KatS mit THL-Beladung.